# Capasa obnubilata
Capasa obnubilata là một loài bướm đêm trong họ Geometridae.